# Puruchuco

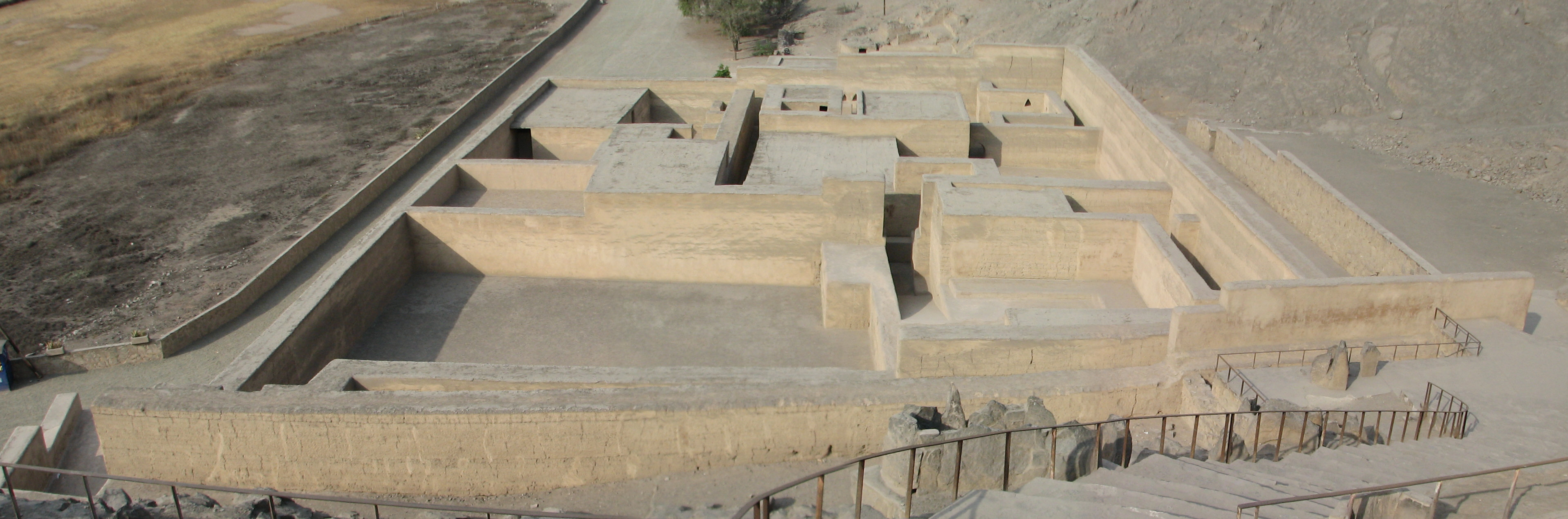
Archeologické naleziště Puruchuco.

Puruchuco je archeologické naleziště v Peru, nacházející se ve čtvrti Ate na přeměstí dnešní Limy, které bylo správním centrem v období Inků (1438–1533).
Název pochází z kečuánských slov phuru "peří" a chuku "čapka" a znamená tradiční inckou čelenku. Bylo zde nalezeno několik tisíc mumifikovaných těl jak z předkolumbovského období, tak i oběti Pizarrovy conquisty, jasně identifikovatelné podle střelných zranění.